# Liste der Mitglieder des liechtensteinischen Landtags (1875)
Diese Liste führt die Mitglieder des Landtags des Fürstentums Liechtenstein auf, der aus den Landtagswahlen des Jahres 1875 hervorging. Die vom Volk zwischen dem 26. und 30. April 1875 gewählten Wahlmänner trafen sich am 8. Mai 1875 im Saal des Schlosses in Vaduz. Da die Amtszeit eines Abgeordneten sechs Jahre dauerte, die Wahlen aber alle drei Jahre abgehalten wurden, wurden bei jeder Wahl nur die Hälfte der Sitze neu vergeben.
Jeder Wahlberechtigte wählte in seiner Gemeinde Wahlmänner, die sich dann in Vaduz trafen, um dort die Abgeordneten zu wählen. Um in den Landtag gewählt zu werden, benötigte man in den ersten beiden Wahlgängen die absolute Mehrheit aller Wahlmänner. Konnten bis dahin immer noch nicht genügend Abgeordnete gewählt werden, reichte im dritten Wahlgang die relative Mehrheit. Anschließend wurden noch nach dem gleichen Verfahren die Stellvertreter gewählt.

## Anzahl der Wahlmänner
Die Wahl der Wahlmänner fand zwischen dem am 26. und 30. April 1875 in den Schulhäusern der Gemeinden statt. Es herrschte Wahlpflicht; die Nichtteilnahme wurde mit einer Geldbusse geahndet. Wahlberechtigt waren alle Männer ab 24 Jahren, die einer Arbeit nachgingen, wobei sie in keinem Gesindeverhältnis stehen durften. Ausgeschlossen waren diejenigen, die Armenunterstützung bezogen, vor Gericht angeklagt oder schuldig gesprochen oder nur aus Mangel an Beweisen freigesprochen worden waren. Dafür war das Wahlrecht nicht an das Vermögen oder das Steueraufkommen eines Wählers geknüpft und jede Stimme zählte gleich viel.
Die Anzahl der Wahlmänner, die eine Gemeinde stellte, richtete sich nach der Anzahl der Einwohner der Gemeinde. Für 100 Einwohner stellte sie zwei Wahlmänner, wobei die Einwohnerzahl auf volle 100 kaufmännisch gerundet wurde. Für die Landtagswahl 1875 stellten die elf Gemeinden folgende Wahlmänner.
| Gemeinde     | Wahlmänner |
| ------------ | ---------- |
| Balzers      | 22         |
| Eschen       | 18         |
| Gamprin      | 6          |
| Mauren       | 18         |
| Planken      | 2          |
| Ruggell      | 10         |
| Schaan       | 20         |
| Schellenberg | 8          |
| Triesen      | 18         |
| Triesenberg  | 20         |
| Vaduz        | 18         |
| Gesamt       | 160        |

## Liste der Mitglieder
Die Wahlmänner trafen sich am 8. Mai 1875 im Saal des Schlosses in Vaduz, um den Landtag von Liechtenstein zu wählen. Von 160 Wahlmännern waren 156 anwesend. Die jetzt ausscheidenden sechs Abgeordneten konnten sich durchaus nochmal zur Wahl stellen, einige taten dies auch. In den ersten beiden Wahlgängen war die absolute Mehrheit nötig, im dritten reichte die relative. Nach der Wahl der Abgeordneten, wurden deren Stellvertreter nach dem gleichen Prinzip gewählt. Zu dem bereits ein Jahr zuvor im Amt bestätigten Wilhelm Schlegel, ernannte der Landesfürst noch zwei weitere Abgeordnete.
| Name                  | Bemerkungen                                         |
| --------------------- | --------------------------------------------------- |
| Josef Anton Amann     | rückte für M. Kessler nach                          |
| Josef Erni            | 1872 gewählt                                        |
| Baptist Fritsche      | Zweiter Wahlgang                                    |
| Sebastian Heeb        | Erster Wahlgang                                     |
| Michael Kaiser        | Zweiter Wahlgang                                    |
| Markus Kessler        | Erster Wahlgang, lehnte das Mandat im Nachhinein ab |
| Franz Josef Kind      |                                                     |
| Johann Georg Matt     | Ernannt                                             |
| Martin Oehry          | 1872 gewählt                                        |
| Peter Rheinberger     | 1872 gewählt                                        |
| Rudolf Schädler       | 1872 gewählt                                        |
| Alois Schlegel        | 1872 gewählt                                        |
| Johann Alois Schlegel | Erster Wahlgang                                     |
| Karl Wilhelm Schlegel | Ernannt                                             |
| Ferdinand Walser      | Erster Wahlgang, lehnte die Wahl ab                 |
| Josef Walser          | Ernannt                                             |
| Christoph Wanger      | 1872 gewählt                                        |
| Franz Wolfinger       | 1872 gewählt                                        |

## Liste der Stellvertreter
Nach den Abgeordneten wurden deren Stellvertreter gewählt. Ebenfalls wurde hier in den ersten zwei Wahlgängen eine absolute Mehrheit und im dritten Wahlgang eine relative Mehrheit benötigt. Insgesamt wurden fünf Stellvertreter gewählt.
| Name                   | Bemerkungen                                  |
| ---------------------- | -------------------------------------------- |
| Josef Anton Amann      | Zweiter Wahlgang, rückte für M. Kessler nach |
| Johann Bargetze        | Zweiter Wahlgang                             |
| Franz Josef Biedermann | Zweiter Wahlgang                             |
| Johann Georg Näscher   | Zweiter Wahlgang                             |
| Franz Wolfinger        | Dritter Wahlgang                             |